# Syriska människorättsobservatoriet
Syriska människorättsobservatoriet ( arabiska: المرصد السوري لحقوق الإنسان ; engelska: The Syrian Observatory for Human Rights, SOHR) grundades i maj 2006 och är ett Londonbaserat informationscenter vars mål är att dokumentera missbruket av mänskliga rättigheterna i Syrien. Sedan 2011 har det fokuserat på det pågående (2017) Syriska inbördeskriget. Det har oftast citerat nyhetsmedia, som Voice of America, Reuters, BBC, CNN och National Public Radio och rapporterar dagliga siffror om dödsfall från alla sidor i konflikten.